# Epiconcana polyleuca
Epiconcana polyleuca är en fjärilsart som beskrevs av George Francis Hampson 1926. Epiconcana polyleuca ingår i släktet Epiconcana och familjen nattflyn. Inga underarter finns listade i Catalogue of Life.